# A' Katīgoria 1985-1986
L'edizione 1985-86 della A' Katīgoria fu la 47ª del massimo campionato cipriota; vide la vittoria finale dell'APOEL, che conquista il suo tredicesimo titolo.
Capocannoniere del torneo fu Giannos Iōannou dell'APOEL con 22 reti.

## Formula
Le 14 squadre partecipanti disputarono il campionato incontrandosi in due gironi di andata e ritorno, per un totale di 26 giornate. Non erano previste retrocessioni.

## Classifica finale
|  |    | Classifica finale     | G  | V  | N  | P  | GF | GS | DR  | Punti |
|  | -- | --------------------- | -- | -- | -- | -- | -- | -- | --- | ----- |
|  | 1  | APOEL                 | 26 | 22 | 3  | 1  | 61 | 12 | +49 | 47    |
|  | 2  | Omonia (C)            | 26 | 16 | 8  | 2  | 62 | 23 | +39 | 40    |
|  | 3  | Apollōn Limassol (CC) | 26 | 15 | 7  | 4  | 45 | 23 | +22 | 37    |
|  | 4  | Anorthōsis            | 26 | 13 | 6  | 7  | 36 | 27 | +9  | 32    |
|  | 5  | Nea Salamis           | 26 | 7  | 11 | 8  | 26 | 26 | +0  | 25    |
|  | 6  | AEL Limassol          | 26 | 9  | 6  | 11 | 27 | 26 | +1  | 24    |
|  | 7  | Pezoporikos Larnaca   | 26 | 7  | 10 | 9  | 32 | 32 | +0  | 24    |
|  | 8  | EN Paralimni          | 26 | 8  | 7  | 11 | 33 | 35 | -2  | 23    |
|  | 9  | EPA Larnaca           | 26 | 7  | 10 | 9  | 27 | 35 | -8  | 22    |
|  | 10 | Alkī Larnaca          | 26 | 5  | 12 | 9  | 22 | 31 | -9  | 22    |
|  | 11 | Olympiakos Nicosia    | 26 | 7  | 8  | 11 | 34 | 51 | -17 | 22    |
|  | 12 | APOP Paphou           | 26 | 6  | 9  | 11 | 26 | 44 | -18 | 21    |
|  | 13 | Arīs Limassol         | 26 | 5  | 9  | 12 | 32 | 42 | -10 | 19    |
|  | 14 | Ermīs Aradippou       | 26 | 0  | 6  | 20 | 21 | 77 | -56 | 6     |

G = Partite giocate; V = Vittorie; N = Nulle/Pareggi; P = Perse; GF = Goal fatti; GS = Goal subiti; DR = Differenza reti.
- (C): Campione nella stagione precedente
- (CC): Vince la Coppa di Cipro

### Verdetti
- APOEL Campione di Cipro 1985-86.
- Per consentire l'allargamento a 16 squadre non erano previste retrocessioni in Seconda Divisione.

### Qualificazioni alle Coppe europee
- Coppa dei Campioni 1986-1987: APOEL qualificato.
- Coppa delle Coppe 1986-1987: Apollon Limassol qualificato.
- Coppa UEFA 1986-1987: Omonia qualificato.